# Anna Karina
Anna Karina ou Hanna Karin Blarke Bayer (Copenhaga, 22 de setembro de 1940 – Paris, 14 de dezembro de 2019) foi uma atriz dinamarquesa. Começou a carreira como modelo, até que conheceu Jean-Luc Godard (com quem casaria anos mais tarde), passando a atuar em filmes, até se tornar uma das atrizes-símbolo da Nouvelle Vague. Em 1967, Serge Gainsbourg a homenageou com seu único filme musical, “Anna”. Foi casada também com Pierre Fabre, Daniel Duval, e Dennis Berry.
Karina morreu em 14 de dezembro de 2019, aos 79 anos, em decorrência de um câncer.

## Filmografia
- 1959 – Pigen og skoene
- 1960 – Petit jour

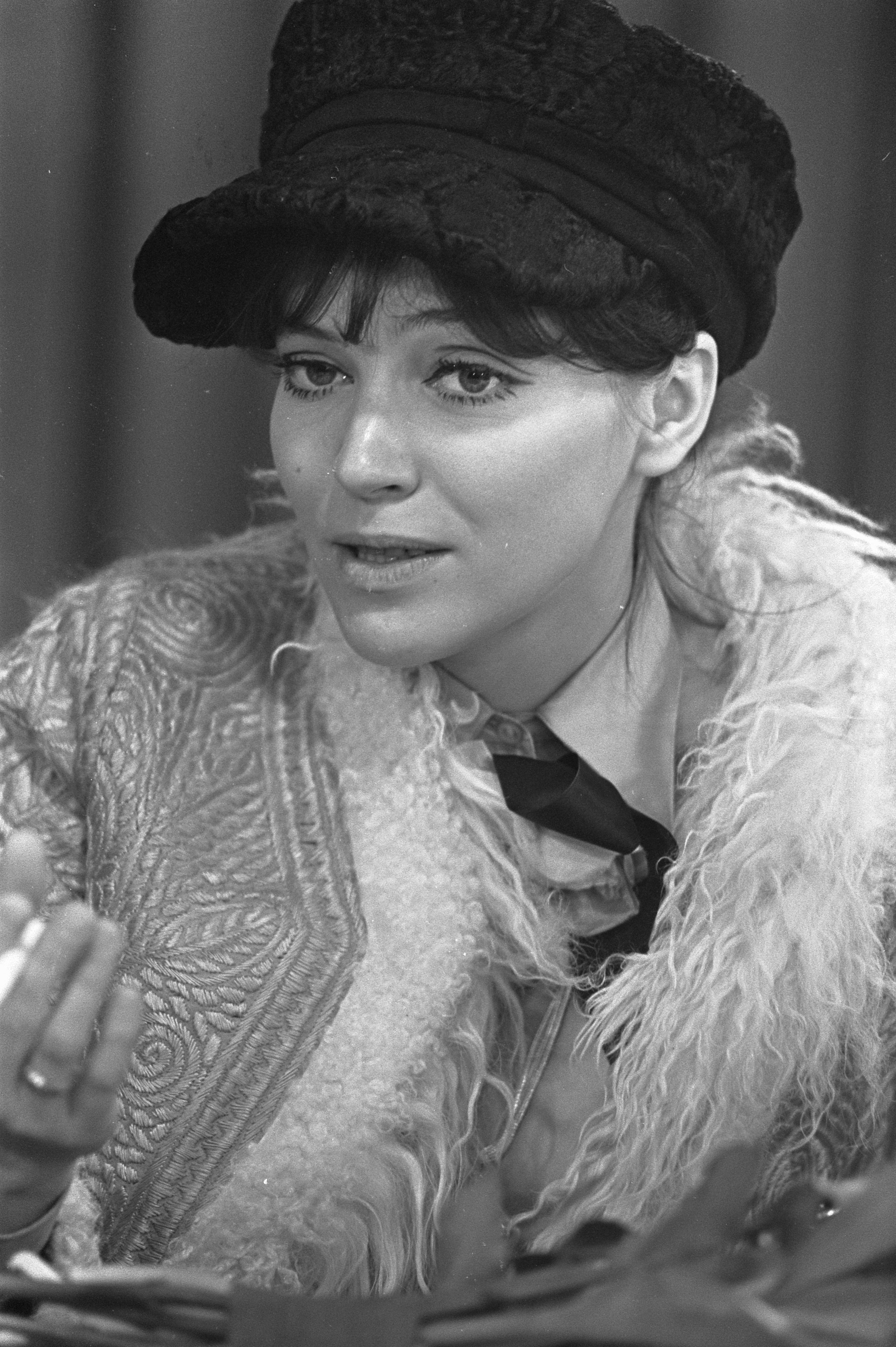
A atriz em 1968

- 1960 – Présentation ou Charlotte et son steak  (voz)
- 1961 – Ce soir ou jamais
- 1961 – Les fiancés du pont Mac Donald ou (Méfiez-vous des lunettes noires)
- 1961 – Une femme est une femme
- 1962 – Cléo de 5 à 7 (uncredited)
- 1962 – Les quatre vérités
- 1962 – She'll Have to Go
- 1962 – Vivre sa vie
- 1962 – Le soleil dans l'oeil
- 1963 – Le petit soldat
- 1963 – Dragées au poivre
- 1963 – Shéhérazade  (br.: O califa de Bagdad)
- 1964 – "Les fables de La Fontaine"  TV Séries
- 1964 – Bande à part
- 1964 – La ronde
- 1964 – Le voleur de Tibidabo
- 1964 – De l'amour
- 1965 – Alphaville, une étrange aventure de Lemmy Caution
- 1965 – Le soldatesse (Mulheres no front)
- 1965 – Pierrot le fou  (br.: O demônio das onze horas)
- 1965 – Un mari à prix fixe
- 1966 – I Spy:  A Gift from Alexander (1966) TV EPISÓDIO
- 1966 – La religieuse  (br.: A religiosa)
- 1966 – Made in U.S.A.
- 1967 – Anna  (TV)
- 1967 – Lamiel  (br.: Lamiel, a mulher insaciável)
- 1967 – Le plus vieux métier du monde (Episódio "Anticipation, ou l'amour en l'an 2000")
- 1967 – Zärtliche Haie
- 1967 – Lo straniero
- 1968 – The Magus
- 1969 – Before Winter Comes  (br.: Quando o inverno chegar)_
- 1969 – Justine  (br.: Justine, uma mulher para todos os homens)
- 1969 – Laughter in the Dark
- 1969 – Michael Kohlhaas - Der Rebell
- 1970 – Le temps de mourir
- 1971 – Z Cars: Who Were You With?: Part 2  TV Episódioepisode (uncredited)
- 1971 – Carlos  (TV)
- 1971 – L'alliance
- 1971 – Rendez-vous à Bray
- 1972 – The Salzburg Connection
- 1973 – Pane e cioccolata
- 1973 – Vivre ensemble
- 1974 – L'invenzione di Morel
- 1976 – Chinesisches Roulette
- 1976 – La vie en pièces (TV)
- 1976 – L'assassin musicien
- 1976 – Le voyage à l'étranger (TV)
- 1976 – Les oeufs brouillés
- 1977 – Dossiers: Danger immédiat  TV series (Episódio:  L`Affaire Martine Desclos)
- 1978 –  Chaussette surprise
- 1978 – Madame le juge: Monsieur Bais  TV Episódioepisode
- 1978 – Ausgerechnet Bananen
- 1978 – Olyan mint otthon
- 1979 – Historien om en moder
- 1979 – L'éblouissement (TV)
- 1980 – Also es war so...  (TV)
- 1980 – Charlotte, dis à ta mère que je l'aime
- 1981 – Chambre 17  (TV)
- 1982 – Regina Roma
- 1983 – L'ami de Vincent
- 1984 – Ave Maria
- 1985 – Treasure Island
- 1986 – Blockhaus USA
- 1986 – La dame des dunes  (TV)
- 1987 – Cayenne Palace
- 1987 – Dernier été à Tanger
- 1987 – Last Song
- 1988 – L'oeuvre au noir
- 1989 – Moravagine  (TV)
- 1990 – Manden der ville være skyldig
- 1995 – Haut bas fragile
- 1996 – Chloé (TV)
- 2000 – Une histoire de K
- 2001 – Nom de code: Sacha
- 2002 – The Truth About Charlie
- 2003 – Moi César, 10 ans 1/2, 1m39
- 2008 – Victoria